# Lew I (herb szlachecki)
Lew I (Straszyński, Streschen, Lew odmienny) – herb szlachecki używany przez pomorską rodzinę szlachecką, herb własny rodziny Straszyńskich, odmiana herbu Lew.

## Opis herbu
Herb znany był w kilku wariantach. Opisy z wykorzystaniem klasycznych zasad blazonowania:
Lew I (Straszyński): W polu czerwonym lew złoty, ukoronowany, wspięty, z ogonem pomiędzy nogami i wzniesionym do góry. W klejnocie nad hełmem w koronie pół lwa jak w godle. Labry czerwone podbite złotem.
Straszyński Ia: W polu czerwonym na murawie zielonej lew kroczący, ukoronowany, złoty, z ogonem pomiędzy nogami i wzniesionym do góry. Klejnot: nad hełmem w koronie pół lwa wspiętego jak w godle. Labry czerwone podbite złotem.
Straszyński Ib: W polu czerwonym lew wspięty złoty, ukoronowany. Klejnot: nad hełmem w koronie lew jak w godle, ponad którym dwie głowy sępie (strusie) trzymające pierścień złoty. Labry czerwone podbite złotem.

## Najwcześniejsze wzmianki
Herb pojawia się u Dachnowskiego (Herby szlacheckie w ziemiach pruskich, ok. 1620), za którym przytoczył go Kasper Niesiecki (Korona polska, 1743). Herb wymienia Teodor Chrząński, ale opisuje go błędnie jako Starzyński (Tablice odmian herbowych, 1909).
Wersja Ia herbu pochodzi tzw. Rękopisu B herbarza Dachnowskiego.
Wariant Ib wymieniany jest jako odmiana herbu Straszyńskich przez Dachnowskiego. Znajdowała się prawdopodobnie na zamku w Świeciu w połowie XVII wieku.

## Herbowni
Straszyński (Strasschin, Strassen, Straszynski, Stresch, Streschen, Stresz, Strzesz, Strzeszko, Strzeszon, błędnie Starzyński, Strescheu), także z przydomkiem Buchwald (Buchwalt, Buchwaldt).

### Rodzina Straszyńskich
Rodzina z leżącej pod Gdańskiem wsi Straszyn, wywodząca się z jednego pnia z rodziną Rusocińskich. Najdawniej wzmiankowany przedstawiciel rodu, odnotowany w 1404 roku rycerz Fryderyk ze Straszyna, bywał pisany także jako Fryderyk z Rusocina, a jego dziadem był Wojsław z Rusocina. Jego synem był Bartłomiej, który w 1432 roku był chorążym gdańskim. Syn Bartłomieja, Mikołaj, również był chorążym gdańskim (1454) oraz członkiem Związku Pruskiego. W roku 1570 Straszyn nie należał już do Straszyńskich, którzy niedługo potem wygaśli w linii męskiej w osobie wzmiankowanego w 1582 roku Jana Straszyńskiego. Ten ostatni miał być właścicielem Bukowa (Buchwalde), od którego gałąź rodu posługiwać się miała przydomkiem Buchwald. Z tego powodu Straszyńskich uważano niekiedy za gałąź holsztyńskiego rodu Buchwaldów, innego herbu, któremu także przypisywano mylnie nazwę Straszyński. W XVII wieku miała jeszcze żyć jakaś Anna de Streschen. 